# Majorité opprimée
Pour plus de détails, voir Fiche technique et Distribution.
Majorité opprimée est un court métrage français réalisé par Éléonore Pourriat, sorti en 2010 en ligne.

## Synopsis
C'est une journée ordinaire pour Pierre — un homme dans un monde régi par les femmes — qui subit un sexisme continu, du regard le plus anodin à l'agression la plus violente.

## Fiche technique
- Titre : Majorité opprimée
- Réalisation : Éléonore Pourriat
- Scénario : Éléonore Pourriat
- Musique : Alexis Durand
- Photographie : Pénélope Pourriat
- Montage : Sarah Turoche
- Société de production : Shadows Films et Orange Cinéma Séries
- Pays :  France
- Genre : Drame
- Durée : 11 minutes
- Dates de sortie : 
  -  France : 9 juillet 2010 (Festival du Film court en Plein air de Grenoble)

## Distribution
- Pierre Bénézit : Pierre
- Tom Colomer : l'enfant
- Josie Borrelly-Llop : La voisine
- Céline Porcel : la joggeuse
- Jamel Barbouche : Nissar le nounou
- Marie Favasuli : la clodo
- Lila Berthier : une "agresseuse"
- Adèle Grand : une "agresseuse"
- Réhab Benhsaïne : une "agresseuse"
- Célia Rosich : une "agresseuse"
- Céline Menville : la fliquette
- Christophe Robert : le stagiaire flic
- Marie-Lorna Vaconsin : Marion

## Notoriété
Sorti en 2010 et diffusé dans une relative indifférence en France, le court-métrage connaît un regain de notoriété à l'étranger quatre ans plus tard lorsque la réalisatrice ajoute des sous-titres en anglais. Le film bénéficie alors d'une audience et d'un écho plus forts à l'étranger qu'en France. En Juillet 2019, un professeur d'éthique dans un collège de Gwanju, Corée du Sud, est démis de ses fonctions pour avoir diffusé le film à ses classes dans le cadre d'une réflexion sur l'égalité des genres.